# Copiii Domnului
Copiii Domnului este o societate secretă religioasă cu caracter sectant, relativ modernă, apărută pentru prima dată în Italia. A fost reorganizată de către pastorul David Brandt Berg prin fuzionarea a două mișcări pentru Isus în 1968 în California, S.U.A.. Secta a fost creată în intenția de a  „purta adevăratul mesaj al Evangheliei tineretului deziluzionat și drogat al Americii”. Copiii Domnului urmăresc instaurarea „Legii Iubirii”, prin „Revoluția lui Iisus”. Alte denumiri folosite sunt Farmecul cerului, Serviciile Lumii, Familia Dragostei, Magia Cerului, Martinelli, Părtășia Bisericilor Creștine Independente, Copiii lui Dumnezeu. 
Copiii Domnului au un număr restrâns de membrii, aproximativ 15.000 – 20.000 pe tot globul, grupați în câteva sute de comunități formate din 10-20 de indivizi în care se practică căsătoriile colective. Structura lor de organizare este bazată pe o supunere necondiționată față de fondatorul și “profetul” lor, David Moses Berg (cunoscut ca Moise, David, Mo, Tăticul sau Bunicul). În România funcționează sub denumirea de Fundația Română Familia. Cea mai mare comunitate, formată din 21 de oameni, se află în Timișoara. 
Secta se caracterizează printr-o respingere absolută a lumii care este coruptă sub toate formele sale actuale. Adepții practică o mistică sexuală, duc o viață frățească, refuză recunoașterea instituțiilor statului, umblă goi sau cât mai sumar îmbrăcați și consumă droguri pentru a avea convorbiri nevinovate cu Domnul.
Ocupația membrilor sectei Copiii Domnului sunt diverse activități și cerșetoria, fapt pentru care mai sunt denumiți și „Secta cerșetorilor pioși”, pentru că mereu cerșesc cu Biblia în mână, după care se retrag în colonii și depun banii în contul conducătorilor lor.
Noii membri se recrutează în general din rândul tinerilor debusolați, toxicomani, proveniți din familii dezbinate. Pentru a intra în sectă sunt obligați să-și părăsească familia, iar dacă abandonează secta sunt urmăriți și chiar uciși.
Interpretarea Bibliei se face într-o formă delirant-literală. Membrii sunt puternic indoctrinați în a crede că nu există altă grupare în lume în cadrul căreia să-l poți servi numai pe Dumnezeu. 
În mai multe țări precum Australia, Spania, Argentina, secta a fost acuzată de proxenetism, prostituție, crimă, trafic cu droguri, șantaj, iar fondatorul David Moses Berg, era căutat de Interpol.